# Mig 21 (groupe)
Pour l’avion de chasse, voir MiG-21.

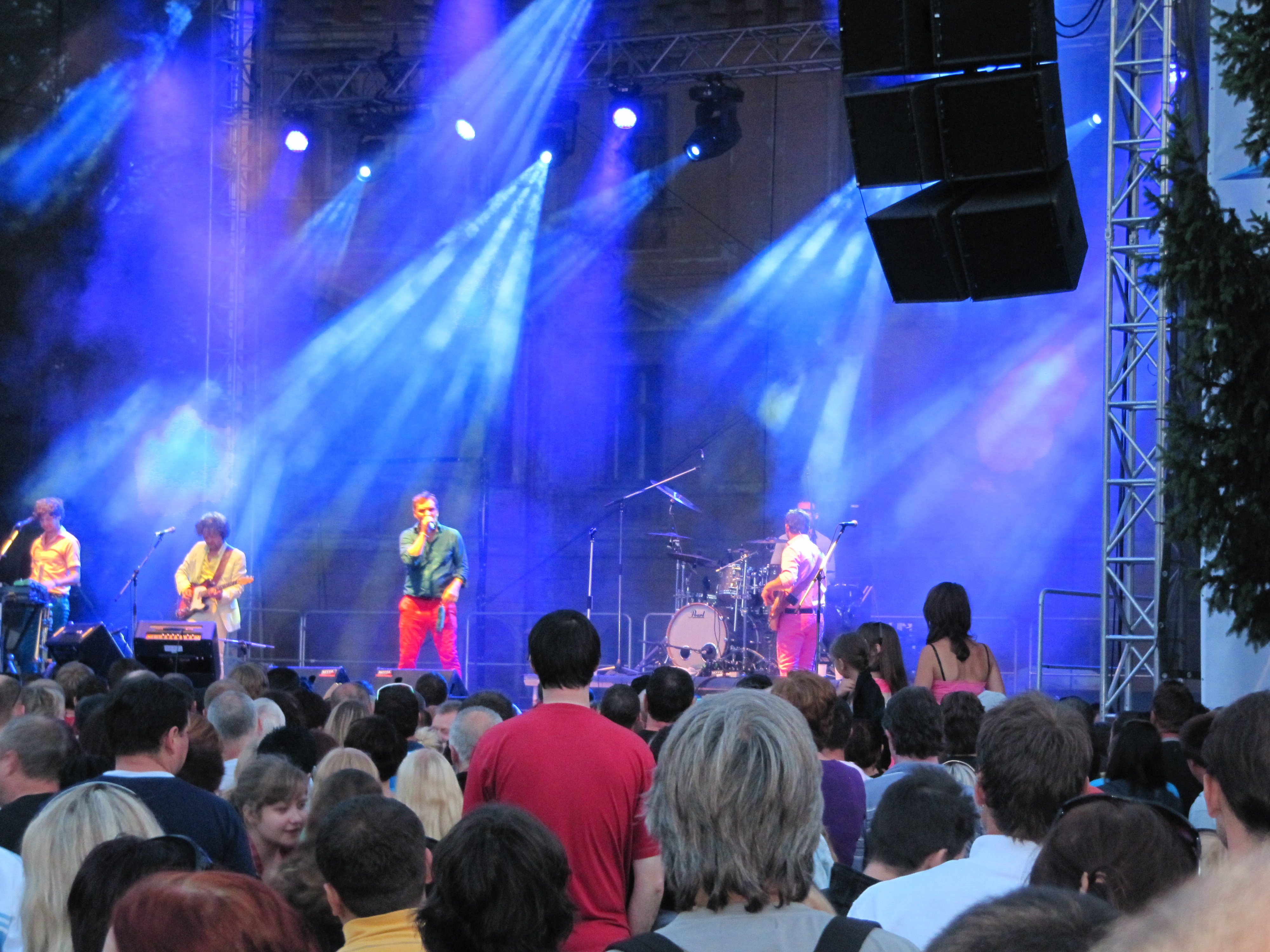
Mig 21 en 2012.

Mig 21 est un groupe de rock tchèque composé de Jiri Machacek (chant), Paul Hrdlicka (claviers), Jan Hladik (batterie), Tomas Polak (guitare) et Tomáš Kurfirst (basse).

## Discographie
Mig 21 a composé la bande originale du film Skřítek (2005).

### CD
- Snadné je žít (2001)
- Udělalo se nám jasno (2002)
- Pop Pop Pop (2004)
- Best of (2007)
- Mig21 & LELEK Orchestra - Naživo (2009)

### DVD
- Když ti vítr napne plachtu (2007)
- Mig21 & LELEK Orchestra - Naživo (2009)